# Reticle endoplasmàtic llis
El reticle endoplasmàtic llis o reticle endoplasmàtic agranular és un orgànul de la cèl·lula format per túbuls cilíndrics i sense ribosomes adherits a la membrana cel·lular. Està constituït per una xarxa de túbuls, units al reticle endoplasmàtic rugós, que s'expandeix per tot el citoplasma. La membrana del reticle endoplasmàtic llis té una gran quantitat d'enzims, l'activitat principal dels quals és la síntesi de lípids.
En el reticle endoplasmàtic llis se sintetitzen gairebé tots els lípids que formen les membranes: fosfolípids, glicolípids, colesterol, hormones, esteroides, etc. Només els àcids grassos se sintetitzen al citosol.
- Els lípids es formen a la monocapa citosòlica de la membrana del reticle endoplasmàtic llis, des d'on es difonen cap a l'altra monocapa i cap a l'interior del reticle llis.
- A continuació, es transporten a altres orgànuls, mitjançant proteïnes de transferència o per vesícules, produïdes per gemmació per mitjà de xarxes de clatrina.

Així doncs, el reticle endoplasmàtic llis intervé en la síntesi de cèl·lules intersticials dels ovaris i dels testicles, les quals sintetitzen una gran quantitat d'esteroides.
Altres funcions del reticle endoplasmàtic llis són:
- La destoxicació de les cèl·lules. Transforma les substàncies tòxiques en productes menys tòxics i eliminables per la cèl·lula.
- La participació en la contracció dels músculs estriats. En la cèl·lula en repòs el reticle endoplasmàtic llis bombeja ions calci al lumen i, quan hi arriba un impuls nerviós, els ions calci surten ràpidament del reticle endoplasmàtic llis al citosol i possibiliten la contracció de la cèl·lula muscular.